# Holenderskie książki kucharskie
Holenderskie książki kucharskie – książki kucharskie w języku niderlandzkim podające przepisy na tradycyjne potrawy holenderskie.
Książki kucharskie i przepisy kulinarne były ściśle związane z rozwojem niderlandzkiej sztuki kulinarnej. Na przestrzeni wieków z jednej strony wskazywały aktualny kierunek rozwoju kulinarnego i kreowały nowe trendy, zaś z drugiej strony ulegały wpływowi wydarzeń i zmian zachodzących w społeczeństwie. Zmieniała się i kształtowała także forma książek kucharskich oraz sposób podawania przepisów, ewoluując do postaci znanej obecnie. Już od XVI wieku książki kucharskie były względnymi bestsellerami, a ich popularność w ciągu następnych wieków wzrastała i zmieniała się. O ile na początku jedynie przedstawiciele najwyższej warstwy społecznej mogli je kupować i z nich korzystać, wydając polecenia pomocom kuchennym, to od XVIII wieku wyraźnie postępował proces „demokratyzacji” książek kucharskich i wzrastała ich popularność, gdyż coraz więcej ludzi umiało czytać i dysponowało odpowiednią kuchnią, a także spadły ceny wielu produktów spożywczych. Współcześnie na rynku dostępne są najróżniejsze rodzaje książek kucharskich, których autorami są zarówno uczeni, kucharze-profesjonaliści, jak i amatorzy. Od 2007 corocznie organizowany jest konkurs na najlepszą książkę kucharską, wydaną w Holandii lub Flandrii. Wyróżnienie przyznawane jest w dwóch kategoriach: dla książki kucharskiej niderlandzkojęzycznej oraz dla tłumaczenia.

## Średniowiecze
W Holandii nie zachowały się znaczące zbiory średniowiecznych przepisów kulinarnych. Do dzisiejszych czasów przetrwały zaledwie trzy rękopisy, pochodzące najprawdopodobniej dopiero z końca XV wieku, które są obecnie przechowywane w Gandawie, dwa w Bibliotece Uniwersyteckiej i jeden w Królewskiej Akademii Języka i Literatury Niderlandzkiej.

## Wiek XVI
Zachowała się najstarsza drukowana książka kucharska w języku niderlandzkim, która ukazała się na początku XVI wieku w 1514. Została wydrukowana w Antwerpii, a jej tytuł brzmi Een notabel boecxken van cokeryen. Autor nie został wymieniony i pozostał do tej pory anonimowy. Książka zawiera 175 różnych przepisów, przede wszystkim przeznaczonych na uroczyste przyjęcia. Zebrane w luźny sposób średniowieczne i nowsze przepisy (jak np. na kandyzowanie owoców – nową na owe czasy technikę kulinarną pochodzącą z Włoch) pochodziły głównie z już wcześniej wydrukowanych zbiorów przepisów kulinarnych. Książka była przeznaczona dla zamożnych czytelników. W skład proponowanych potraw wchodziły drogie składniki: przyprawy (pieprz, cynamon, imbir, ocet), cukier, dobre gatunki ryb i mięsa, dziczyzna, małe ptaki śpiewające. Także sery i inne produkty mleczarskie były składnikami w wielu przepisach. Zachowany do dzisiaj jedyny egzemplarz tej książki jest przechowywany w bawarskiej bibliotece miejskiej w Monachium. W 1560, również w Antwerpii, ukazała się książka kucharska pt. Eenen nyeuwen coock boeck, napisana przez medyka, Gerarda Vorselmana, z holenderskiej miejscowości Zundert. Książka zawierała kompilację przepisów kulinarnych z wcześniejszych książek napisanych po włosku, francusku i po łacinie, a także z pierwszej książki kucharskiej w języku niderlandzkim, które zostały ułożone w logiczny sposób rozdziałami. Według autora książka była przeznaczona dla tych, którym brakowało apetytu, np. rekonwalescentów po długiej chorobie i chorych, ale przede wszystkim dla tych, którzy chcieli zachować zdrowie. Vorselman uważał, że stół należało dekorować; latem kwiatami i zielonymi liśćmi, jesienią owocami, a zimą przyprawami. W 1599 książkę wydano ponownie w Delfcie, dopasowując praktycznie jedynie tytuł do zasad pisowni w północnych Niderlandach (Eenen nieuwen koock-boeck). Pomimo że zwolennicy luteranizmu i kalwinizmu zerwali z obowiązkowym przestrzeganiem dni postnych, to jednak w protestanckiej Holandii jeszcze przez wieki potrawy były w książkach kucharskich oznaczane jako postne lub niepostne.

## Wiek XVII
Na początku XVII wieku ukazywały się głównie przedruki wcześniej wydanych książek kucharskich, zarówno tych napisanych przez autorów niderlandzkich, jak i przetłumaczonych z francuskiego. Natomiast były drukowane liczne książki i traktaty dotyczące zdrowotnych aspektów jedzenia, ostrzegające przed obżarstwem czy rozprawiające o ewentualnej szkodliwości kawy i herbaty, lub poświęcone etykiecie. Dopiero w 1667 ukazała się drukiem anonimowa, jedyna nowa siedemnastowieczna niderlandzkojęzyczna książka kucharska pt. De verstandige kock, of Sorghvuldige huys-houdster, uważana powszechnie za pierwszą prawdziwie niderlandzką książkę kucharską. Książka była wydawana samodzielnie, a także jako część trzytomowej pozycji pt. Het vermakelyck landt-leven, która była bardzo często wznawiana, ulegając kolejnym poszerzeniom i modernizacjom. W innych tomach książki znajdowały się porady związane m.in. z pracami pielęgnacyjnymi w sadzie i ogródku warzywnym, hodowlą pszczół, robieniem konfitur, a nawet podano sposób w jaki samemu można było wykonać kuchenkę do gotowania według załączonej ryciny i wymiarów. Tematyka trzytomowej pozycji wynikała z nowego trendu, który rozwinął się w XVII wieku wśród bogatych mieszkańców Amsterdamu, którzy latem opuszczali duszne miasto i udawali się do wakacyjnych domków w celu zaczerpnięcia świeżego powietrza i kosztowania naturalnie wytworzonej na własny użytek żywności, stąd dość liczne były przepisy na potrawy ze świeżych warzyw i sałatki. W XVII w Hadze dwukrotnie wydrukowano, w 1654 i 1656, książkę kucharską pt. Le cuisinier François z 1651, której autorem był profesjonalny kucharz francuski François de La Varenne. Obok tradycyjnych przepisów, książka zawierała nowy rodzaj przepisów kulinarnych na lekkie, bardziej subtelne i urozmaicone potrawy, zrywając ze średniowiecznymi tradycjami kulinarnymi i zapowiadając nadejście haute cuisine. François de La Varenne podał m.in. przepis na ragoût z kuropatwy, gołębie w liściach winogron, zupę z ostryg, kurczaka marynowanego w cytrynie i wiosennych cebulkach z sosem z zagotowanej marynaty, nadziewane grzyby, galaretkę cytrynową, tort z orzeszkami pistacjowymi i pieczonego nadziewanego indyka podawanego z sosem na bazie zasmażki i posypanego świeżymi malinami (w sezonie) lub nasionami granatu. Najprawdopodobniej De la Varenne jako pierwszy podał w tej książce przepis na łączenie składników do sosu (roztopionego masła lub smalcu z mąką i bulionem), czyli to, co współcześnie kryje się pod nazwą zasmażki.

## Wiek XVIII
W XVIII wieku bogate panie domu zajmowały się spisywaniem przepisów kulinarnych dla swojego personelu, a od połowy XVIII wieku na rynku księgarskim pojawił się nowy rodzaj książek kucharskich – były to wydane drukiem zbiory przepisów kulinarnych, przeznaczone jako instrukcje i praktyczne wskazówki dla pomocy kuchennych, zebrane właśnie przez damy z najwyższych sfer. W tytułach tych książek występowało zawsze określenie pomoc kuchenna (nid. keukenmeid). Na przykład w 1746 ukazała się drukiem w Amsterdamie książka kucharska pt. De volmaakte Hollandsche keuken-meid, najbardziej znana holenderska książka kucharska z XVIII wieku. Zawierała przepisy reprezentujące tradycyjną kuchnię holenderską, uważaną za zdrowszą, smaczniejszą i tańszą od kuchni niemieckiej, francuskiej czy włoskiej, obok przepisów cudzoziemskich. Według wydawcy przepisy do książki zgromadziła z myślą o swoich córkach i pomocach kuchennych mieszkanka Hagi, przynależąca do najwyższej warstwy społecznej, lecz być może był to jedynie chwyt reklamowy. W swojej pierwszej wersji książka zawierała 334 pochodzące z różnych źródeł odmienne przepisy: stare, nowe, tradycyjne holenderskie i zagraniczne. Książka odniosła ogromny sukces wydawniczy – doczekała się 12 wznowień, ostatnie w 1856. Wkrótce na rynku pojawiły się podobne książki kucharskie z przepisami z innych miast lub prowincji, oraz z radami dla pomocy kuchennych np. jak nakrywać do stołu czy jak w elegancki sposób składać serwetki. Książki kucharskie wydawane w XVIII wieku charakteryzowały się tym, że nie były już pisane przez medyków, a obok przepisów kulinarnych zawierały też receptury na wykonanie domowych lekarstw np. przeciwko wypadaniu włosów, przeziębieniu, gorączce czy przeciwko zajadom ust, oraz zawierały praktyczne porady dotyczące zasad zachowania się przy stole. W XVIII wieku książki kucharskie były nabywane, czytane i użytkowane już nie tylko przez najwyższą klasę społeczną, ale także przez bogatą burżuazję. Za najpiękniejszą osiemnastowieczną książkę kucharską uważa się książkę pt. De volmaakte Geldersche keuken-meyd, do której przepisy zgromadziły zamożne mieszkanki Nijmegen. Wydawca zatrudnił profesjonalnego kucharza, który nie tylko sprawdził i dopracował przepisy kulinarne, ale także ułożył je logicznie rozdziałami w sposób, który odpowiada temu stosowanemu w dalszym ciągu współcześnie. W rezultacie powstała praktyczna i łatwa w użytku książka kucharska, licząca ponad 400 stron z prawie 800 przepisami. Książka stała się prawdziwym bestsellerem wśród czytelników; doczekała się 10 przedruków. W XVIII wieku ukazywały się również książki kucharskie z silnie zaznaczonym wpływem wyrafinowanej kuchni francuskiej oraz przekłady francuskich książek kucharskich. W ciągu tego wieku wzrósł też wpływ kuchni francuskiej wśród niderlandzkiej arystokracji i bogatych mieszczan. Zatrudnienie w domu prawdziwego francuskiego kucharza uchodziło za symbol status społecznego.

## Wiek XIX

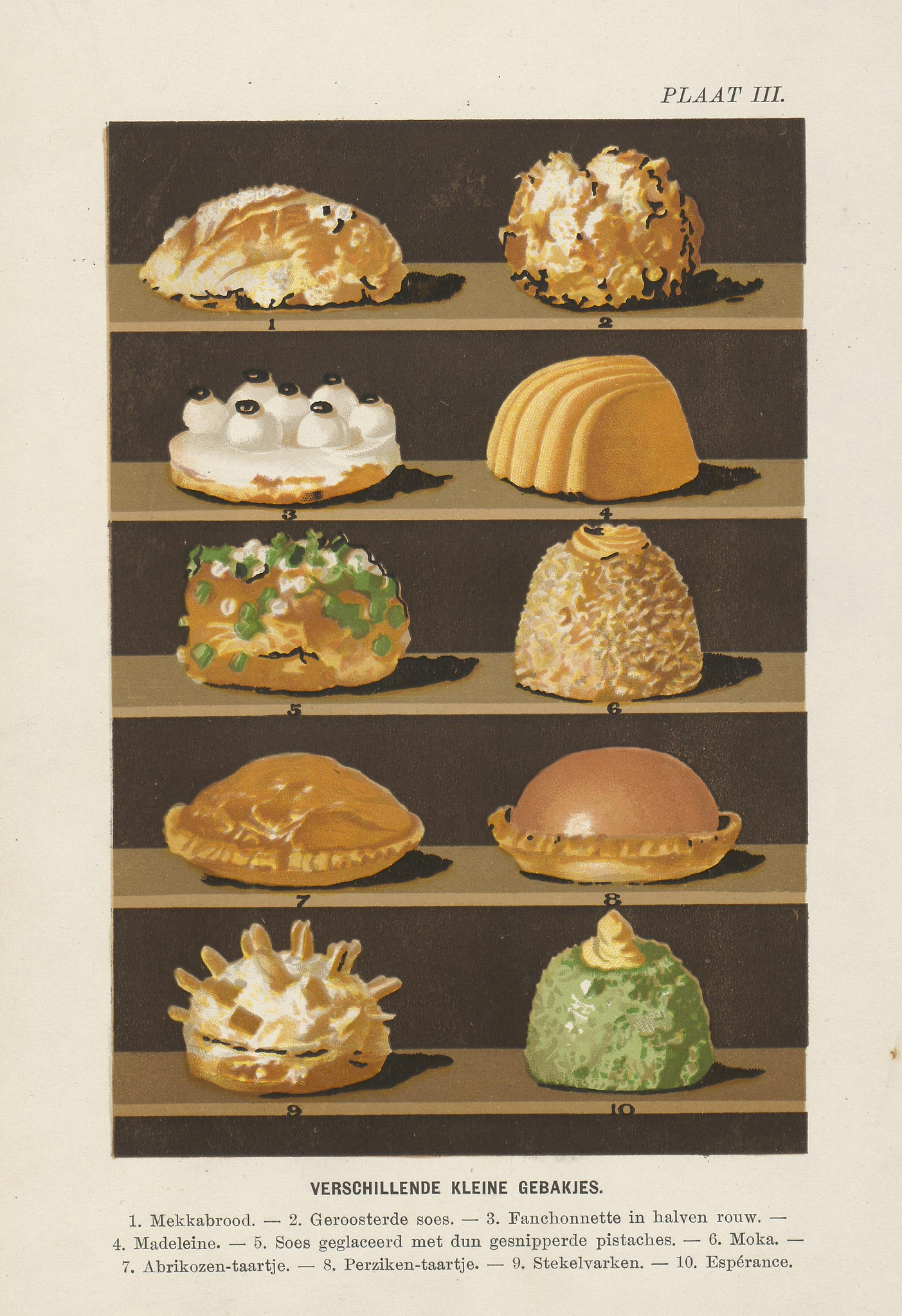
Strona z książki kucharskiej francuskiego kucharza Jules’a Gouffé’a (1807–1887) pt. Het boek der banketbakkerij (org. j. fr. Le livre de Patisserie, 1873), przetłumaczonej i wydrukowanej w 1894 w Rotterdamie, przedstawiająca na kolorowej ilustracji różne małe ciastka

Na początku XIX wieku bestsellerem okazała się książka kucharska pt. Aaltje, de volmaakte en zuinige keukenmeid, opublikowana w 1803. Obok przepisów na drogie wykwintne potrawy (faszerowane ptaki, kluski gotowane w bullionie lub wodzie z szafranem, sosy z dużą ilością jajek i masła, potrawy duszone z dodatkiem wina), w książce znalazły się też przepisy na skromne i oszczędne potrawy jak stamppot i hutspot, oraz po raz pierwszy wymieniono przepis na „kulinarne trio” – kombinację ziemniaków, mięsa i warzyw. W tym czasie zostały też dostrzeżone przez bogatą elitę kulinarne zalety ziemniaków i zaczęły one coraz częściej gościć na jej stołach. W 1827 została wydana książka kucharska pt. Nieuw Burgerkeukenboek, skierowana, w przeciwieństwie do wszystkich poprzednich książek kucharskich, nie tylko do pomocy kuchennych bogatych dam, ale również i przede wszystkim do kobiet, które same gotowały w kuchni, co związane było z jednej strony ze wzrostem znaczenia klasy średniej w zjednoczonym społeczeństwie obywatelskim, a z drugiej strony ze zmniejszeniem znaczenia elity zarządzającej holenderskimi miastami. Recepty na potrawy były skromne i oszczędne, gdyż oszczędność i gospodarność były uważane za cechy pożądane u obywatela holenderskiego. Dziesięć lat później, w 1837, została wydana książka kucharska pt. Nieuw Nederlandsch Keukenboek, napisana przez doświadczonego kucharza. Książka zawierała ponad 1000 przepisów na tanie, zdrowe i smaczne potrawy, w tym liczne tradycyjne potrawy holenderskie jak np. erwtensoep, oraz różne porady i ciekawostki. Była przeznaczona dla kucharek, pomocy kuchennych i młodych żon. Szczególną uwagę zwrócono w niej na higienę: nieskazitelnie czyste obrusy, szkło bez jakiejkolwiek plamki, wypolerowane sztućce i przygotowywanie posiłków z należytą uwagą. Pierwsza holenderska książka kucharska dla wegetarian pt. Kookboek van den Nederlandschen Vegetariërsbond ukazała się pod koniec XIX wieku w 1896. Obok wielu przepisów na wegetariańskie potrawy z fasolą, soczewicą, gryką czy zapomnianymi warzywami (portulaką, pasternakiem i wężymordem), zawierała również porady dotyczące wegetariańskiego stylu życia. Również w XIX wieku, w 1870 roku, została wydana po raz pierwszy książka kucharska dla dzieci, która miała na celu nauczenie dziewczynek pierwszych zasad gotowania. Książka była zatytułowana Anna, de kleine keukenmeid. Napisała ją Henriëtte Davidis, która była także autorką książek kucharskich dla dorosłych.

## Wiek XX

### 1901–1945
W 1910 ukazała się książka kucharska pt. Kookboek van de Amsterdamsche Huishoudschool, opracowana przez Cornelię Johannę Wannée, nauczycielkę z amsterdamskiej szkoły gospodarstwa domowego dla dziewcząt głównie z klasy robotniczej, przyszłych gospodyń domowych, które chciały nauczyć się jak oszczędnie i gospodarnie gotować smaczne i zdrowe potrawy, z tanich i łatwo dostępnych składników, według prostych przepisów kulinarnych opartych na holenderskich tradycjach. Sprzedano ponad ćwierć miliona egzemplarzy tej książki, gdyż prezentowane przepisy kulinarne spotkały się z uznaniem u znacznie większej części społeczeństwa. Ponadto w książce wymieniono niezbędne w kuchni przyrządy, sposoby przedłużania świeżości artykułów spożywczych, omówiono wady i zalety dostępnych kuchenek do gotowania (gazowych, węglowych i na naftę), oraz zwrócono uwagę na prawidłowe usytuowanie pomieszczenia na kuchnię, którego okna według Wannée powinny wychodzić na północny wschód, co zapewniało wystarczającą ilość dziennego światła oraz niezbędną wentylację. Książka ta jest w dalszym ciągu aktualizowana i wydawana. W 2010, sto lat po pierwszym druku, ukazało się jej 29. jubileuszowe wydanie.
W 1940 została opublikowana książka kucharska pt. Oorlogskookboek, poświęcona oszczędnemu gotowaniu w czasie wojennego niedostatku, kiedy nic nie może ulec zmarnowaniu, więc w menu wykorzystywane były nawet ozorki wieprzowe. Autorka, A. Geurts, nauczycielka gotowania i nauki o żywności, podała przepisy na 33 dania obiadowe (zupę, drugie danie i deser), dopasowane w taki sposób, aby dostarczały wszystkich niezbędnych składników pokarmowych. Dodatkowo zamieściła rady jak zmniejszyć zużycie energii podczas gotowania, czym można zastąpić cukier, kawę i herbatę, oraz jak przygotować przetwory z warzyw i owoców. W czasie wojny wymyślono również wiele surogatów dla trudno lub niedostępnych składników, z których np. biała fasolka jako zamiennik dla migdałów jest wykorzystywana przez cukierników także obecnie.

### 1946–2000
W tym okresie ukazały się liczne książki kucharskie, pięknie i bogato ilustrowane, poświęcone kulinarnym tradycjom innych krajów, szczególnie tym, które były często odwiedzane przez holenderskich turystów. W serii książkowych publikacji opisano nie tylko kuchnię Francji czy Włoch, ale także odległych krajów jak Południowa Afryka, Australia, Meksyk, Tajlandia czy Karaibów. We współczesnych książkach starano się przekazać przepisy kulinarne w jak najbardziej autentycznej postaci, albowiem coraz więcej obcych składników było dostępnych w holenderskich sklepach, co umożliwiło „egzotyczne eksperymentowanie” w domowej kuchni. Od lat 70. zaczęto publikować także książki kucharskie dla dzieci. W książce pt. Het Koekie Monster Kookboek Ciasteczkowy Potwór z Ulicy Sezamkowej udzielał małym czytelnikom wskazówek, jak należało wykonać daną potrawę np. czekoladowo-miętowy shake. W 1957 ukazał się ilustrowany atlas o potrawach z całego świata dla smakoszy (tytuł pierwotnie brzmiał Kookatlas, został zmieniony na  Buitenlandse gerechten voor fijnproevers; autor: J.W.F. Werumeus Buning). W latach 90. pojawił się nowy trend wydawniczy, który polegał na wydawaniu książek kucharskich sygnowanych nazwiskiem słynnego kucharza-szefa lub nazwą jego restauracji. Te książki kucharskie były skierowane do profesjonalnych kucharzy i doświadczonych kucharzy-amatorów, którzy znali skomplikowane techniki kulinarne i dla własnej przyjemności lubili spędzać wiele godzin w kuchni. W ten sposób holenderscy szefowie kuchni mogli zaprezentować czytelnikom swoją profesjonalną sztukę gotowania. Przykładem takiej książki kucharskiej był Parkheuvel z 2001 roku, w której jeden z najsłynniejszych szefów, Cees Helder (ur. 1948), podzielił się z czytelnikami 50 własnymi przepisami. Tytuł książki odnosił się do nazwy restauracji Heldera, Parkheuvel, położonej na wzniesieniu w parku w Rotterdamie. Otwarta w 1986 restauracja pod jego przewodnictwem zdobyła trzy gwiazdki Michelin, pierwszą w 1990, drugą w 1995 i trzecią w 2002. Cees Helder był pierwszym holenderskim kucharzem, który mógł pochwalić się trzema gwiazdkami Michelin.